# Katastrofa lotu Aerofłot 3603
Katastrofa lotu Aerofłot 3603 – wypadek lotniczy, do której doszło 17 listopada 1981 roku. Tupolew Tu-154 linii Aerofłot rozbił się podczas lądowania na lotnisku w Norylsku. Ze znajdujących się na pokładzie 167 osób, 99 zginęło. Przyczyną był błąd pilotów, którzy błędnie obliczyli wyważenie samolotu.

## Samolot
Samolotem, który się rozbił był Tupolew Tu-154M należący do narodowych linii lotniczych Związku Radzieckiego – Aerofłot. Posiadał numery rejestracyjne CCCP-85480. Feralnego dnia, kapitanem samolotu był Giennadij Sziłak, a drugim pilotem był Aleksandr Alejnikow. 

## Przebieg lotu
W dniu lotu 3603 panowały słabe warunki pogodowe. Ścieżka podejścia do lądowania była zachmurzona. Nagle samolot zaczął się zniżać szybciej niż powinien. Kapitan Tupolewa zarządził procedurę odejścia na drugi krąg, jednak zanim załoga zdążyła go wykonać, samolot uderzył w nasyp znajdujący się 470 metrów od pasa startowego. Zginęło 95 pasażerów oraz czterech członków załogi, w tym obaj piloci.

## Przyczyny wypadku
Śledczy ustalili, że główną przyczyną wypadku było błędne obliczenie przez załogę wyważenia samolotu. Gdy maszyna lądowała w Norylsku, przesunął się środek ciężkości, co skutkowało opuszczeniem dziobu samolotu. Do wypadku przyczynił się również niesprawny system automatycznego sterowania ciągiem silników, który w przypadku zagrożenia nie zwiększał mocy.